# Tipula perhirtipes
Tipula perhirtipes är en tvåvingeart som beskrevs av Alexander 1963. Tipula perhirtipes ingår i släktet Tipula och familjen storharkrankar. Inga underarter finns listade i Catalogue of Life.